# Šťáhlavy (hradiště)
Šťáhlavy (též Hradiště na Sedlecké skále) jsou pravěké hradiště u stejnojmenné obce v okrese Plzeň-město. Nachází se na vrcholové plošině vrchu Sedlecká skála asi 1,7 kilometru severně od obce. Jeho zbytky jsou chráněné jako kulturní památka ČR.

## Historie
Na lokalitě byl nalezen soubor keramických střepů, z nichž většina pochází z pravěku, ale neumožňuje přesnější určení doby vzniku hradiště. Pouze podle nálezu části misky se zataženým okrajem bylo hradiště postaveno nejspíše v pozdní době halštatské.

## Stavební podoba
Jednodílné hradiště má protáhlý oválný půdorys s rozměry přibližně 140 × 30 metrů, jejichž hloubka se pohybuje od 0,5 do jednoho metru. Na severovýchodní straně ho chrání dvojice příkopů, mezi kterými se dochoval třicet metrů dlouhý val. Severní okraj tvoří výrazná terénní hrana, ale na jižní straně je hranice hradiště nezřetelná.
Na jihovýchodním úbočí Sedlecké skály se nachází mohyly z pozdní doby bronzové.